# Bumbu (gastronomia)
Il termine bumbu indica una serie di miscele di spezie indonesiane.

## Descrizione
Nella sezione bumbu, il dizionario ufficiale della lingua indonesiana (Kamus Besar Bahasa Indonesia) riporta che si tratta di «un insieme tipi di erbe e piante che hanno un aroma e un sapore gradevoli - ad esempio lo zenzero, la curcuma, la galanga, la noce moscata e il pepe - che vengono usati per far risaltare il sapore del cibo».
A causa del clima tropicale indonesiano, prima che si diffondessero le tecnologie per la refrigerazione degli alimenti, le spezie venivano utilizzati per scopi igienici e antibatterici, oltre che per migliorare la sicurezza alimentare. Le spezie usate nel bumbu come l'aglio, lo scalogno, lo zenzero e la galanga usata ad esempio nel rendang, hanno proprietà antimicrobiche Alcune spezie inibiscono la proliferazione dei microbi, il che aumenta la durabilità di alcuni piatti.
L'equivalente malese del bumbu è il rempah.